# 徳島県警察部
徳島県警察部（とくしまけんけいさつぶ）は、戦前の内務省監督下の徳島県が設置した府県警察部であり、徳島県内を管轄区域とする。
1948年（昭和23年）3月6日に廃止となり、徳島県警察部は国家地方警察徳島県本部と徳島市警察などの自治体警察に再編されることになった。

## 沿革
- 1880年（明治13年）3月　高知県から徳島県が分離。徳島県庁に警察課を設置。
- 1880年（明治13年）5月　徳島県警察本署に改称。
- 1886年（明治19年）7月　徳島県警察本部に改称。
- 1890年（明治23年）10月　徳島県警察部に改称。
- 1905年（明治38年）4月　徳島県第四部に改称。
- 1907年（明治40年）7月　徳島県警察部に改称。
- 1928年（昭和3年）7月　特別高等警察課を設置。
- 1945年（昭和20年）7月　徳島大空襲が起きる。
- 1945年（昭和20年）10月　特別高等警察が廃止。

## 組織
1927年（昭和2年）時点
- 警務課
- 高等警察課
- 保安課
- 刑事課
- 衛生課

## 警察署
1927年（昭和2年）時点
- 徳島警察署
- 撫養警察署
- 板西警察署
- 石井警察署
- 川島警察署
- 市場警察署
- 脇町警察署
- 貞光警察署
- 池田警察署
- 小松島警察署
- 富岡警察署
- 鷲敷警察署
- 牟岐警察署

## 歴代部長
| 代 | 官職名                 | 氏名       | 就任日         | 退任日         | 前職                          | 後職                     | 備考                 |
| -- | ---------------------- | ---------- | -------------- | -------------- | ----------------------------- | ------------------------ | -------------------- |
| -  | 警部長心得 警察本署長  | 三村実     | 1882年2月22日  | 1882年12月1日  | 徳島県警部                    | 内務二等属               |                      |
| 1  | 警部長 警察本署長      | 小倉信近   | 1882年12月1日  | 1883年2月1日   | 元石川県警部長                | 依願免本官               |                      |
| 2  | 警部長 警察本署長      | 林好本     | 1883年2月1日   | 1886年7月20日  | 滋賀県警部                    | -                        |                      |
| 2  | 警部長 警察本部長      | 林好本     | 1886年7月20日  | 1890年10月11日 | -                             | 非職                     |                      |
| 3  | 警部長 警察部長        | 桜井義起   | 1890年10月11日 | 1892年3月10日  | 大阪府西成郡長                | 徳島県書記官             |                      |
| 4  | 警部長 警察部長        | 土方和親   | 1892年3月30日  | 1893年3月18日  | 警視                          | 佐賀県警部長             |                      |
| 5  | 警部長 警察部長        | 矢田部正竨 | 1893年3月18日  | 1893年9月26日  | 徳島県参事官                  | 依願免本官               |                      |
| 6  | 警部長 警察部長        | 木村信宝   | 1893年10月2日  | 1895年9月5日   | 山形県最上郡長                | 非職                     |                      |
| 7  | 警部長 警察部長        | 阿南尚     | 1895年9月5日   | 1898年6月27日  | 検事                          | 徳島県書記官             |                      |
| 8  | 警部長 警察部長        | 稲田穣     | 1898年6月27日  | 1899年1月21日  | 佐賀県佐賀郡長                | 大分県警部長             |                      |
| 9  | 警部長 警察部長        | 浦太郎     | 1899年1月21日  | 1899年4月8日   | 大分県警部長                  | 非職                     |                      |
| 10 | 警部長 警察部長        | 森田幹     | 1899年4月8日   | 1902年10月20日 | 京都府紀伊郡長                | 休職                     |                      |
| 11 | 警部長 警察部長        | 本多五六   | 1902年10月20日 | 1905年3月23日  | 検事                          | 依願免本官               |                      |
| 12 | 事務官 第四部長 警務長 | 吉井常也   | 1905年4月19日  | 1907年7月13日  |                               | -                        |                      |
| 12 | 事務官 警察部長 警務長 | 吉井常也   | 1907年7月13日  | 1910年7月14日  | 検事                          | 休職                     |                      |
| 13 | 事務官 警察部長 警務長 | 大味久五郎 | 1910年7月14日  | 1911年7月4日   | 青森県事務官・警察部長        | 山形県事務官・内務部長   |                      |
| 14 | 事務官 警察部長 警務長 | 時実秋穂   | 1911年7月4日   | 1913年6月13日  | 岩手県事務官                  | 愛媛県警察部長           |                      |
| 15 | 警察部長               | 富永鴻     | 1913年6月13日  | 1914年4月28日  |                               | 宮城県警察部長           |                      |
| 16 | 警察部長               | 児玉孝顕   | 1914年4月28日  | 1914年6月9日   | 茨城県警察部長                | 特許局審査官兼同事務官   |                      |
| 17 | 警察部長               | 大塚惟精   | 1914年6月9日   | 1916年4月28日  | 警視庁警視                    | 宮城県警察部長           |                      |
| 18 | 警察部長               | 細川長平   | 1916年4月28日  | 1919年4月19日  | 岐阜県理事官                  | 熊本県警察部長           |                      |
| 19 | 警察部長               | 山口経治   | 1919年4月19日  | 1921年6月3日   | 検事                          | 山梨県内務部長           |                      |
| 20 | 警察部長               | 田中無事生 | 1921年6月3日   | 1923年5月17日  | 滋賀県理事官                  | 鳥取県内務部長           |                      |
| 21 | 警察部長               | 宮本貞三郎 | 1923年5月17日  | 1924年6月27日  | 愛知県警察部長                | 青森県内務部長           |                      |
| 22 | 警察部長               | 泉対信之助 | 1924年6月27日  | 1924年12月20日 | 北海道庁理事官                | -                        |                      |
| 22 | 書記官 警察部長        | 泉対信之助 | 1924年12月20日 | 1926年9月28日  | -                             | 岡山県書記官・警察部長   |                      |
| 23 | 書記官 警察部長        | 立田清辰   | 1926年9月28日  | 1927年5月17日  | 内務事務官                    | 茨城県書記官・警察部長   |                      |
| 24 | 書記官 警察部長        | 泊武治     | 1927年5月17日  | 1928年5月30日  | 島根県書記官・警察部長        | 長野県書記官・警察部長   |                      |
| 25 | 書記官 警察部長        | 多久安信   | 1928年5月30日  | 1929年7月8日   | 神奈川県書記官                | 福井県書記官・警察部長   |                      |
| 26 | 書記官 警察部長        | 松村光磨   | 1929年7月8日   | 1930年3月27日  | 長崎県書記官                  | 内務事務官兼内務書記官   |                      |
| 27 | 書記官 警察部長        | 林茂       | 1930年3月27日  | 1931年12月24日 | 東京府書記官・学務部長        | 休職                     |                      |
| 28 | 書記官 警察部長        | 数藤鉄臣   | 1931年12月24日 | 1932年6月30日  | 内務事務官                    | 福岡県書記官・警察部長   |                      |
| 29 | 書記官 警察部長        | 松崎陽一   | 1932年6月30日  | 1935年1月19日  | 大分県書記官・警察部長        | 新潟県書記官・経済部長   |                      |
| 30 | 書記官 警察部長        | 森本勝己   | 1935年1月19日  | 1936年10月7日  | 地方事務官                    | 鹿児島県書記官・経済部長 |                      |
| 31 | 書記官 警察部長        | 柴山博     | 1936年10月7日  | 1938年6月28日  | 茨城県書記官・経済部長        | 山梨県書記官・総務部長   |                      |
| 32 | 書記官 警察部長        | 池田長吉   | 1938年6月28日  | 1940年4月10日  | 青森県書記官・警察部長        | 宮内書記官               |                      |
| 33 | 書記官 警察部長        | 青木貞雄   | 1940年4月10日  | 1941年1月8日   | 警視庁警視                    | 埼玉県書記官・警察部長   |                      |
| 34 | 書記官 警察部長        | 三瓶杢三郎 | 1941年1月8日   | 1942年1月14日  | 警視庁警視                    | 依願免本官               |                      |
| 35 | 書記官 警察部長        | 工藤太郎   | 1942年1月14日  |                | 石川県書記官                  |                          |                      |
| 36 | 部長 警察部長          | 荒井尚     | 1942年11月1日  | 1945年4月17日  | 沖縄県書記官・警察部長        | 大使館一等書記官         |                      |
| 37 | 部長 警察部長          | 宮崎四郎   | 1945年4月17日  | 1945年10月13日 | 内務事務官 兼防空総本部事務官 | 休職                     |                      |
| 38 | 部長 警察部長          | 松尾楸     | 1945年10月13日 | 1945年10月27日 | -                             | -                        | 兼任 本務:徳島県部長 |
| 39 | 部長 警察部長          | 長野実     | 1945年10月27日 | 1946年4月1日   | 地方警視                      | -                        |                      |
| 39 | 地方事務官 警察部長    | 長野実     | 1946年4月1日   | 1947年2月24日  | -                             |                          |                      |
| 40 | 地方事務官 警察部長    | 渡辺健次郎 | 1946年12月27日 | 1948年3月6日   |                               |                          |                      |